# Buchstaben des Lebendigen

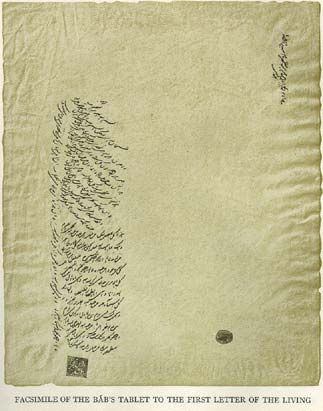
Schreiben des Bab an den ersten Buchstaben des Lebendigen, Mulla Husayn

Buchstaben des Lebendigen (arabisch حروف الحي Ḥurūf al-Ḥayy) war ein Titel, welcher der Bab an die ersten Babis verlieh. Der Bab verlieh diesen Titel an 18 Babis und wird in manchen Listen selbst als der 19. Buchstabe des Lebendigen gezählt. Alle Buchstaben des Lebendigen wurden zwischen Mai 1844, als der Bab seine Sendung öffentlich erklärte, und Oktober 1844, als der Bab von seiner Pilgerreise aus Mekka zurückkehrte, ernannt. Andere Babis wie Baha’u’llah oder Subh-i-Azal, die sich später zum Babismus bekannten, wurden nicht mehr zu Buchstaben des Lebendigen ernannt. Die meisten der Buchstaben des Lebendigen starben vor der Erklärung Baha’u’llahs und dem Beginn der Bahai-Religion.

## Die Buchstaben des Lebendigen
1. Mullah Husayn Bushru’i
2. Muhammad-Hasan Bushru’i
3. Muhammad-Baqir Bushru’i
4. Mulla Ali Bastami
5. Mulla Khuda-Bakhsh Quchani
6. Mulla Hasan Bajistani
7. Siyyid Husayn Yazdi
8. Mulla Muhammad Rawdih-Khan Yazdi
9. Sa’id Hindi
10. Mulla Mahmud Khu’i
11. Mulla (Abdu’l-)Jalil Urumi (Urdubadi)
12. Mulla Ahmad-i-Ibdal Marághi’i
13. Mulla Baqir Tabrizi
14. Mulla Yusuf Ardibili
15. Mulla Hadi Qazvini
16. Mulla Muhammad-Ali Qazvini
17. Tahira
18. Mulla Muhammad Ali Barfurishi, Quddus